# Francesc Sabaté Llopart
Francesc Sabaté Llopart   (l'Hospitalet de Llobregat, 30 de març de 1915 - Sant Celoni, 5 de gener de 1960), també conegut com a Quico Sabaté o El Quico, fou un maqui que continuà lluitant després de la fi de la Guerra Civil espanyola el 1939. Sabaté comandà un grup de guerrillers que des de la Catalunya del Nord feia incursions a la resta de Catalunya.

## Biografia
Anarquista català, fill de Manel Sabaté i Escoda i Madrona Llopart i Batlle, als 10 anys Sabaté ja manifestava el seu esperit lliure, no assistia a classe en una escola clerical, per la qual cosa els seus pares el van internar. Abans dels 17 s'afilia al Sindicat d'Oficis Varis de la Confederació Nacional del Treball i funda el grup d'acció anarquista "Els Novells" a la Federació Anarquista Ibèrica al costat dels seus germans i alguns amics, com a continuació del grup Els Solidaris. El grup es va implicar en insurreccions en contra del govern conservador de la Segona República Espanyola el 1933. L'any 1935 Sabaté va rebutjar complir el servei militar, fidel a la seva ideologia anarquista. També en aquell any, "Els Novençans" feia el seu primer robatori (expropiació) per a finançar ajudes a presos represaliats pel règim i les seves famílies. D'ofici mecànic, treballà en diverses fàbriques de la comarca del Baix Llobregat, al costat del seu germà Josep Sabaté.

### Guerra Civil
Durant la Guerra Civil espanyola Sabaté va lluitar en el front d'Aragó amb "La Columna dels Aguiluchos" de la FAI, amb el seu germà gran Josep. Després de la recaiguda de Terol a les mans de les tropes franquistes va tenir un incident amb un comissari comunista que es negava a facilitar armament a les columnes anarquistes i va ser acusat de la mort d'aquest comissari. Va desertar fugint a Barcelona, on va continuar combatent amb la CNT-FAI. Finalment Sabaté va ser arrestat pels comunistes, però amb l'ajuda d'una dona, ell i alguns altres companys van escapar de presó. Va acabar la guerra a la 26a Divisió de "La Columna de Durruti".

### Exili
Perduda la Guerra civil pel bàndol republicà, Sabaté va passar a l'estat francès el 1939, on va ser confinat per les autoritats durant algun temps en el camp d'internament de Vernet d'Arièja, i fou posteriorment alliberat per a treballar en una fàbrica d'explosius a Angulema.
Ja lliure, es reuní amb la seva família i l'alcalde de Prada, d'afiliació anarquista, li donà papers en regla i atorgà un crèdit amb el qual va poder instal·lar-se durant una època, amb la seva família, a la localitat de Costoja (Vallespir), al costat de la frontera espanyola, on va estudiar possibles rutes clandestines cap a l'estat espanyol a través de les muntanyes.
El juliol del 1944 realitzà un primer viatge al sud de la frontera, per a incorporar-se als grups d'acció en contra del règim franquista, i va formar la partida de maquis de Quico Sabaté. Des del seu refugi a França compaginava treballs de lampista, llauner i agricultor amb la seva activitat antifranquista; robatoris a empresaris acabalats i entitats bancàries per a finançar activitats contra el règim, activitats de trasllat de propaganda antifranquista des de França, reorganització dels sindicats de la CNT a l'interior, sabotatges i activitats d'escamot urbà a Barcelona. Descobert el seu refugi de Costoja, alternà la seva residència entre Barcelona i l'estat francès. Es va allotjar durant un període a París, a casa de Lucio Urtubia. El grup de Quico Sabaté va col·laborar des de 1949 en accions conjuntes amb altres grups guerrillers llibertaris maquis com el de Marcel·lí Massana i Josep Lluís Facerias, i en altres capitals, a més de Barcelona, com Saragossa i Madrid.
Va ser detingut en 1957 i empresonat a França per tinença d'armament i explosius i confinat durant diversos anys a la població de Dijon. Va aconseguir eludir el seu confinament i captura durant els següents anys, i va ser descrit com "l'enemic públic número u del règim franquista" en els mitjans de comunicació espanyols. El seu grup editava una publicació anomenada El Combat, portaveu dels grups anarcosindicalistes que es repartia clandestinament a Catalunya en cercles obrers. En la seva última etapa d'activitat guerrillera, va mantenir fortes discrepàncies amb els càrrecs de l'AIT de l'exili, radicats a Tolosa, en negar-se a fugir a Amèrica o col·laborar amb grups armats comunistes de l'antiga Iugoslàvia o Algèria, ja que sostenia que els comunistes podien atacar les essències àcrates. Igualment, sempre va comptar amb suports i complicitats dels seus militants a nivell individual.

### L'últim viatge

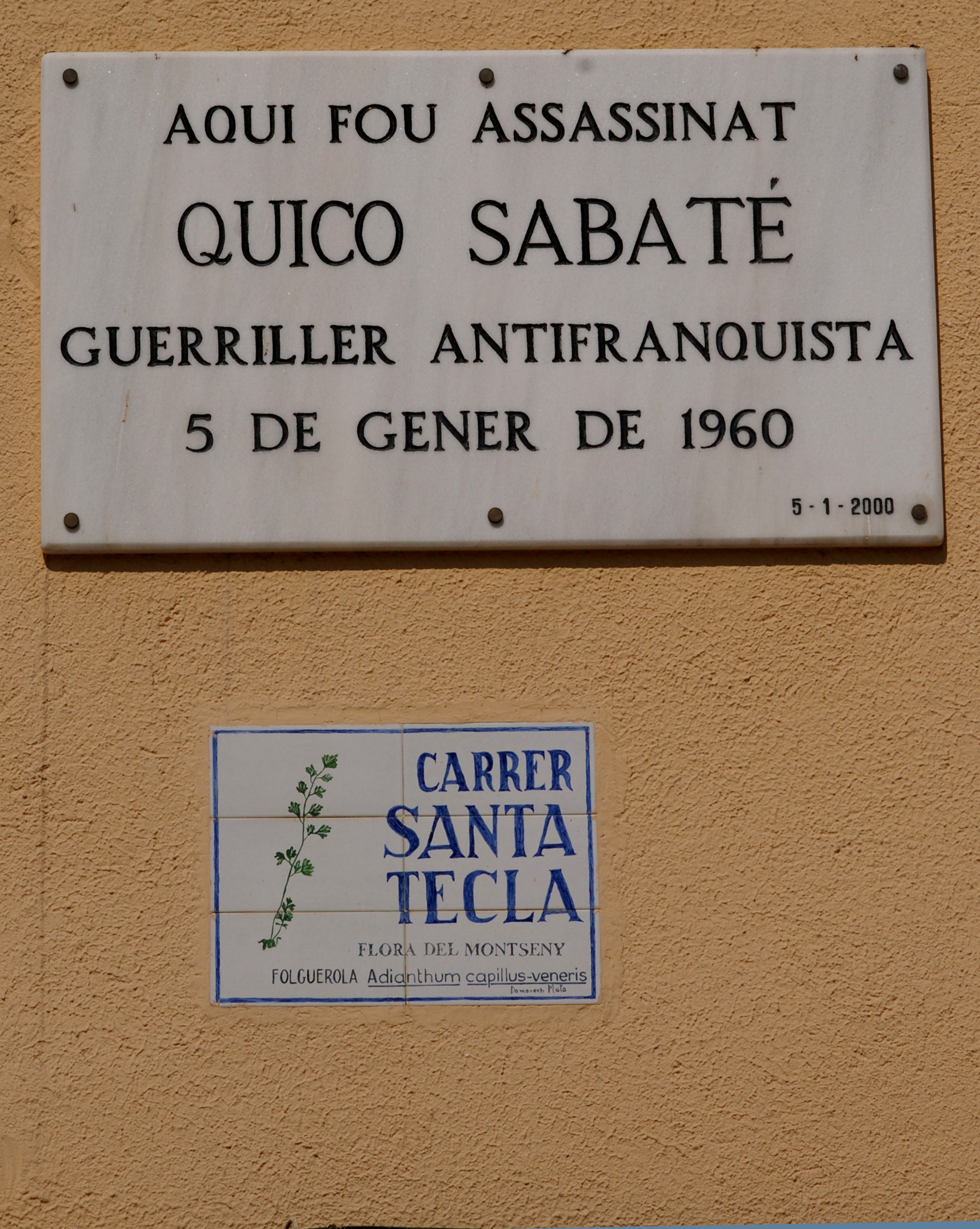
Placa al lloc on Quico Sabaté va ser assassinat.

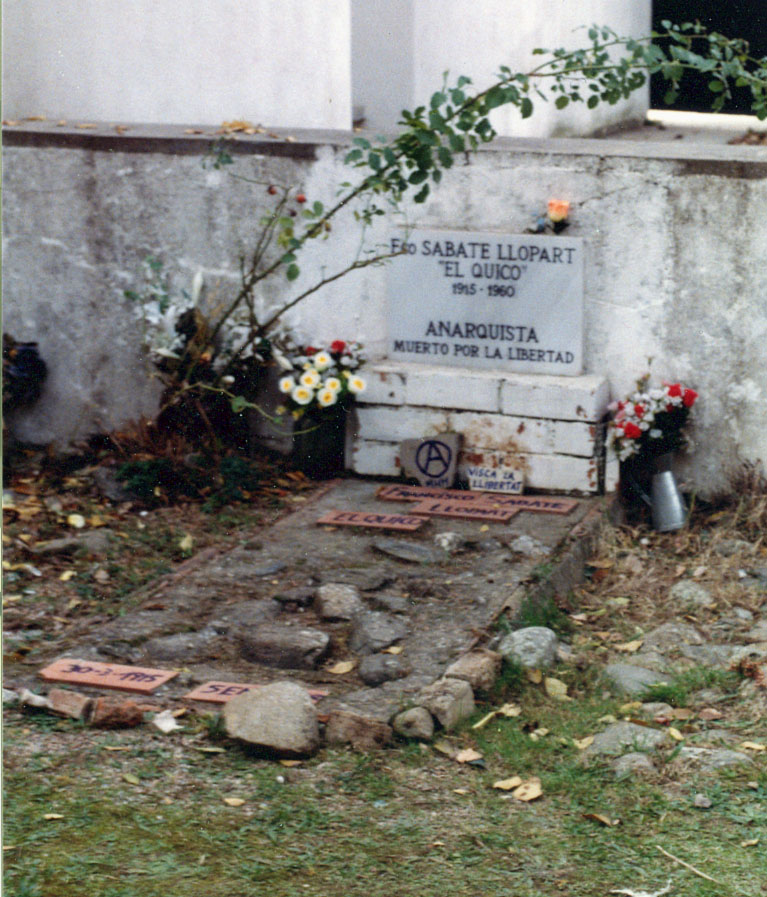
Tomba de Quico Sabaté al cementiri de Sant Celoni.

El 1959, en el seu exili a França, va rebre la carta d'un company arrestat a Barcelona i condemnat a 30 anys de presó. Com a home lleial amb les seves amistats i d'acció, va decidir realitzar una incursió en territori espanyol al costat dels homes de la seva partida de maquis. Del 17 de desembre del 1959 al 3 de gener del 1960, Quico i els seus homes (Antoni Miracle Guitart, Roger Madrigal Torres, Francisco Conesa Alcaraz i Martín Ruiz Montoya) van aconseguir evadir les patrulles, primer de la policia francesa i posteriorment de la Guàrdia Civil apostades als Pirineus. Però finalment, el dia 4 de gener, trobant-se refugiats en una masia, el Mas Clarà, situada en el terme de Palol de Revardit, a la zona muntanyosa entre Girona i Banyoles, van ser acorralats per la guàrdia civil. Després d'un intens tiroteig, van morir tots els homes de la partida de Quico, excepte ell, que va aconseguir fugir, encara que greument malferit en una natja, una cuixa i en el coll. En aquesta fugida Sabaté va ferir el guàrdia civil Jesús González Otero i ferir mortalment el tinent del mateix cos Francisco de Fuentes que va ser enterrat a Girona. Gairebé miraculosament en el seu estat, va travessar el riu Ter i va arribar a Fornells de la Selva, on va pujar en un tren amb la intenció d'arribar a Barcelona. Descobert pel maquinista, va saltar a un altre ferrocarril, però la guàrdia civil ja estava sobre la pista per l'avís dels ferroviaris. A les proximitats de Sant Celoni va saltar del tren en marxa i, ja en el poble, quan buscava un metge perquè l'atengués, després d'un tiroteig amb el sometent Abel Rocha, va caure mort. Eren les 8 del matí del 5 de gener del 1960 i Quico tenia 44 anys.

## Cultura popular

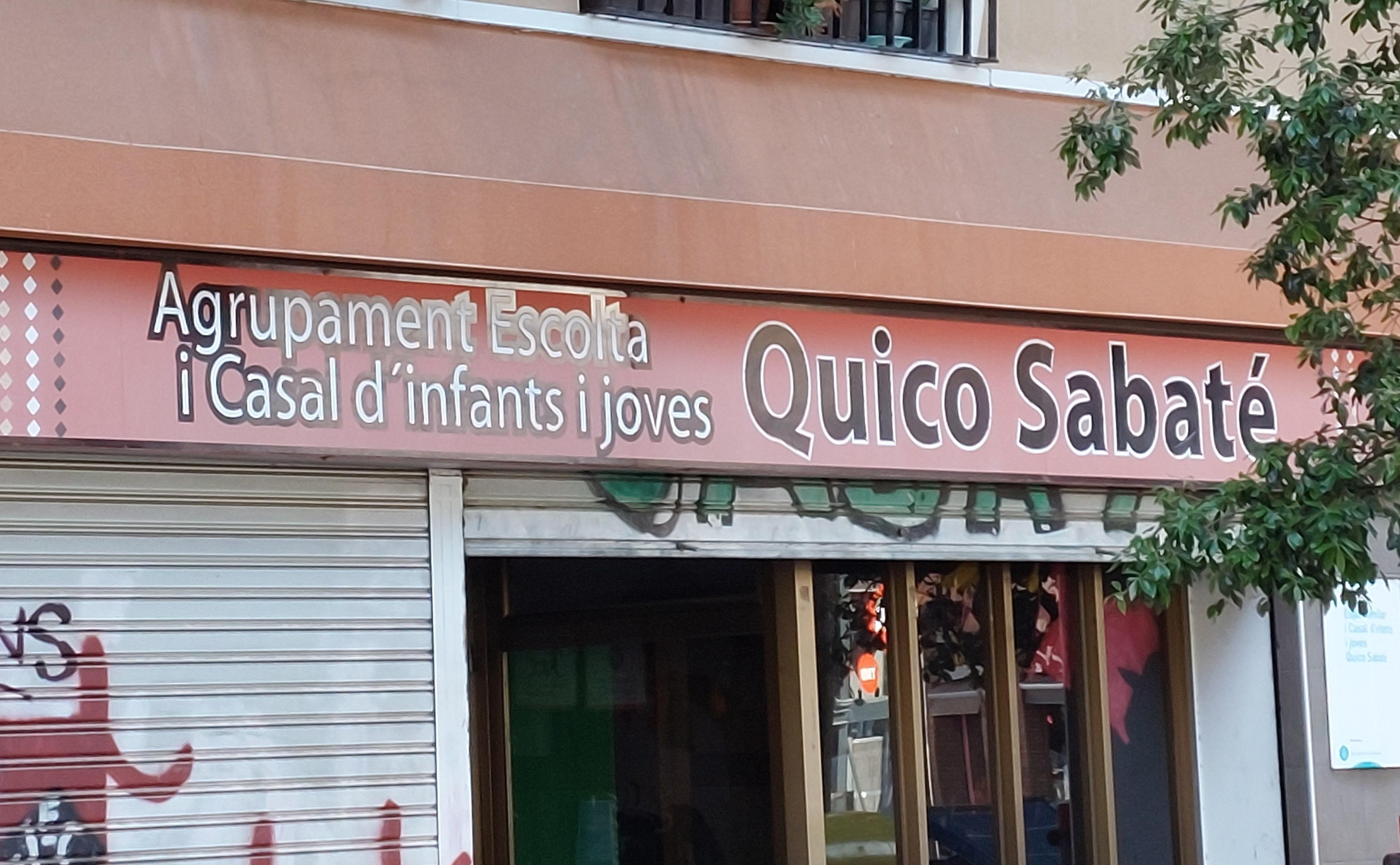
Casal de joves a l'Hospitalet de Llobregat

El Quico està enterrat en el cementiri de Sant Celoni, on cada any, el 5 de Gener (dia de la seva mort) es duu a terme un acte d'homenatge a la seva memòria. Tres pel·lícules han tractat sobre la vida de Quico Sabaté: 
- I va arribar el dia de la Venjança (1964), en anglès original Behold a Pale Horse, dirigida per Fred Zinnemann, on Gregory Peck interpreta el paper de Quico Sabaté.
- Metralleta Stein, dirigida per Jose Antonio de la Loma el 1974.
- Quico Sabaté: sense destí, dirigida per Sílvia Quer el 2022.

Jaume Arnella va escriure i musicar el Romanço de Quico Sabaté, que explica pas a pas el darrer viatge del maquis fins a la seva mort. El tema es va publicar a la segona cara del disc No trencaràs el son dels càtars que Arnella va gravar amb l'Orquestrina Galana l'any 1986. El 2022 el grup de punk-rock català Fetus va fer-ne una versió, publicada al seu àlbum "Sota, cavall i rei".